# Ta Som
Ta Som (tiếng Khmer: ប្រាសាទតាសោម) là một ngôi đền nhỏ ở Angkor, Campuchia, được xây dựng vào cuối thế kỷ 12 cho vua Jayavarman VII. Đền tọa lạc tại đông bắc củaAngkor Thom và ngay phía đông của Neak Pean. Nhà vua đã dành ngôi đền cho phụ vương là Dharanindravarman II (Paramanishkalapada), là đức vua của Đế quốc Khmer từ năm 1150 đến năm 1160. Ngôi đền bao gồm một đền đơn lẻ nằm trên một tầng và được bao quanh bằng lớp tường đá ong. Giống như Preah Khan và Ta Prohm gần đó, ngôi đền hầu như không có người ở, với vô số cây cối và thảm thực vật mọc lên giữa tàn tích. Năm 1998, Quỹ Di tích Thế giới (WMF) đã thêm ngôi đền vào chương trình trùng tu và bắt đầu công việc ổn định kết cấu để an toàn hơn cho  du khách.

## Kết cấu
Được thiết kế để đi vào từ phía đông, Ta Som được bao quanh bởi một con hào và được bao bọc bởi ba lớp tường đá ong, thông qua 2 cặp gopura (cổng lối vào). Các gopura có hình chữ thập và chứa một căn phòng nhỏ ở mỗi bên cùng với các cửa sổ chứa lan can. Cấu trúc chính của gopura được chạm khắc với bốn mặt theo phong cách Bayon. Gopura bên ngoài hướng đông đã bị cây sung thiêng (Ficus religiosa) bám rể bao lấy và đâm xuống đất. Phần bên trong của ngôi đền bao gồm một khu đền thiêng hình chữ thập tại trung tâm với các cổng vòm tại mỗi cánh hông, được bao quanh bởi bốn gian ở góc. Hai thư viện nhỏ nằm ở hai bên lối vào phía đông.

## Phục hồi
Theo Cơ quan APSARA, quản lý các ngôi đền trong Công viên Angkor, rất ít công tác trùng tu được thực hiện tại Ta Som cho đến những năm 1950. Tại thời điểm này, một số công trình gần như sụp đổ thành phế tích. Sau khi WMF bổ sung Ta Som vào dự án của họ, nhóm WMF bắt đầu lập hồ sơ và diễn giải địa điểm và tiến hành ổn định khẩn cấp các cấu trúc mỏng manh và cải thiện dòng khách tham quan quanh di tích. Năm 2007, WMF và Cơ quan APSARA đã tiến hành các công việc khai quang và lập hồ sơ cho phép kết nối ngôi đền từ cả bốn phía. Nhiều khối đá sa thạch đã được sửa chữa và điều này cho phép tái thiết Mặt trận Trung tâm Bắc của Bắc Gopura.

## Hình ảnh

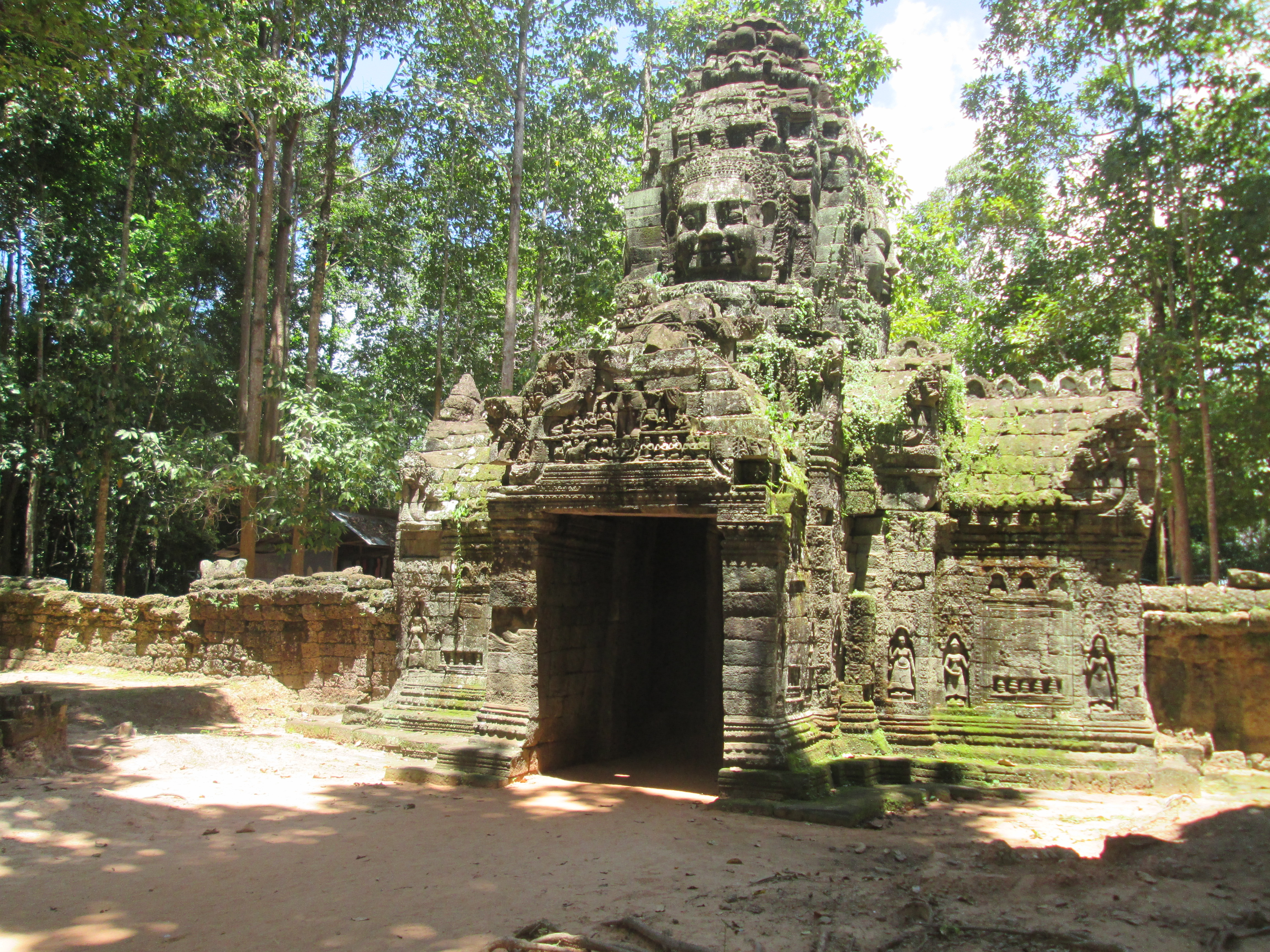
Ta Som Temple
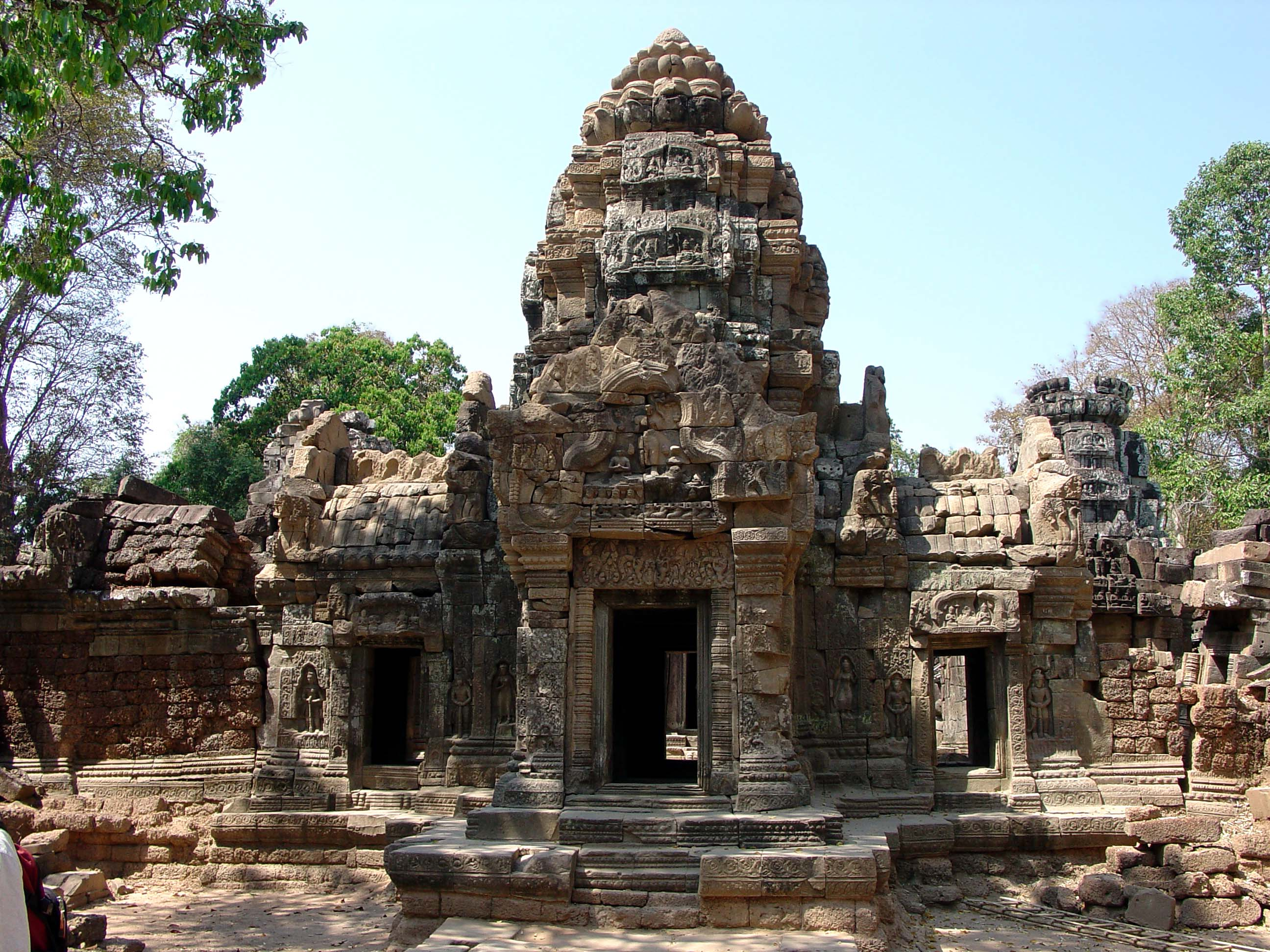
East Tower
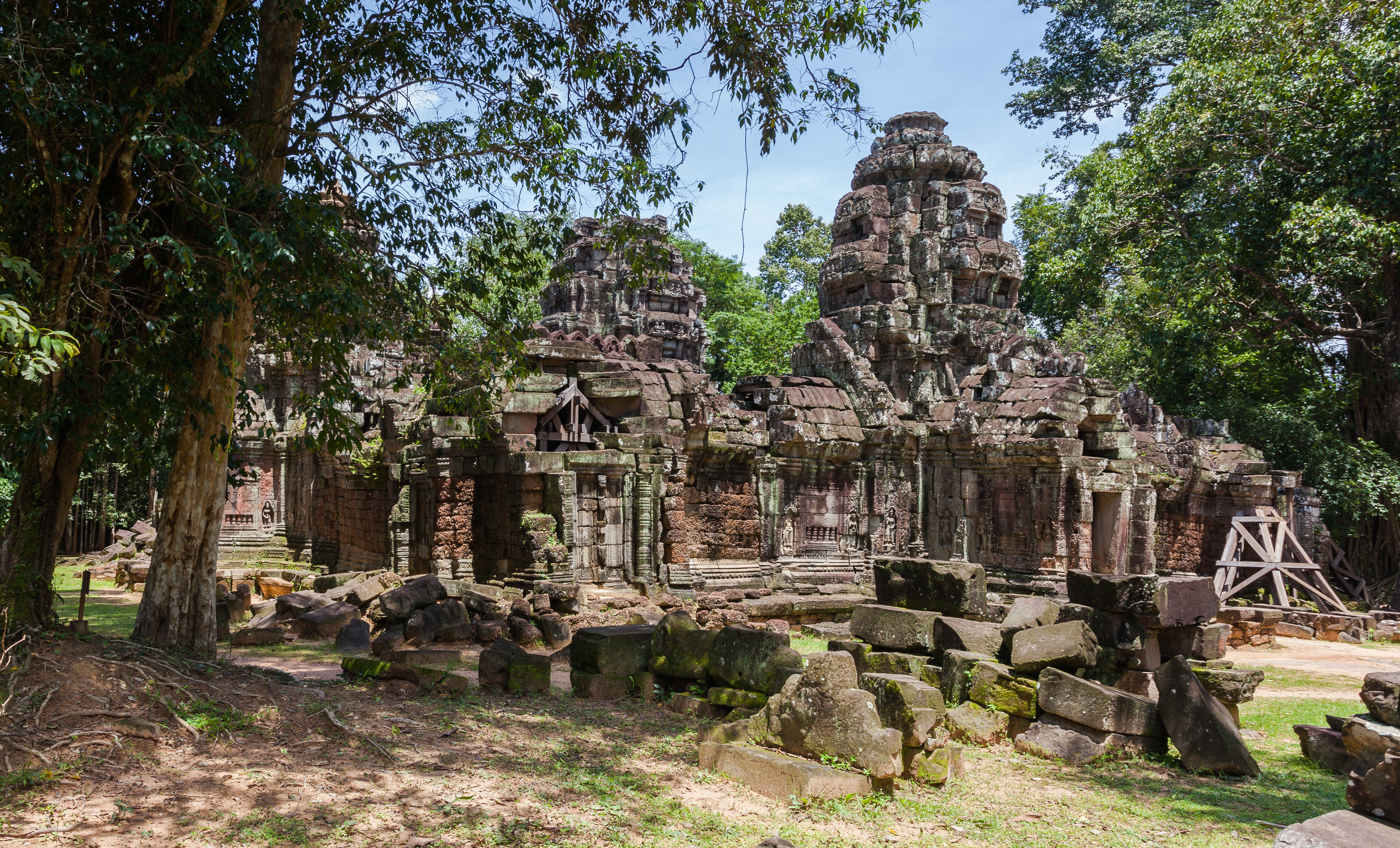
Ruins of the temple
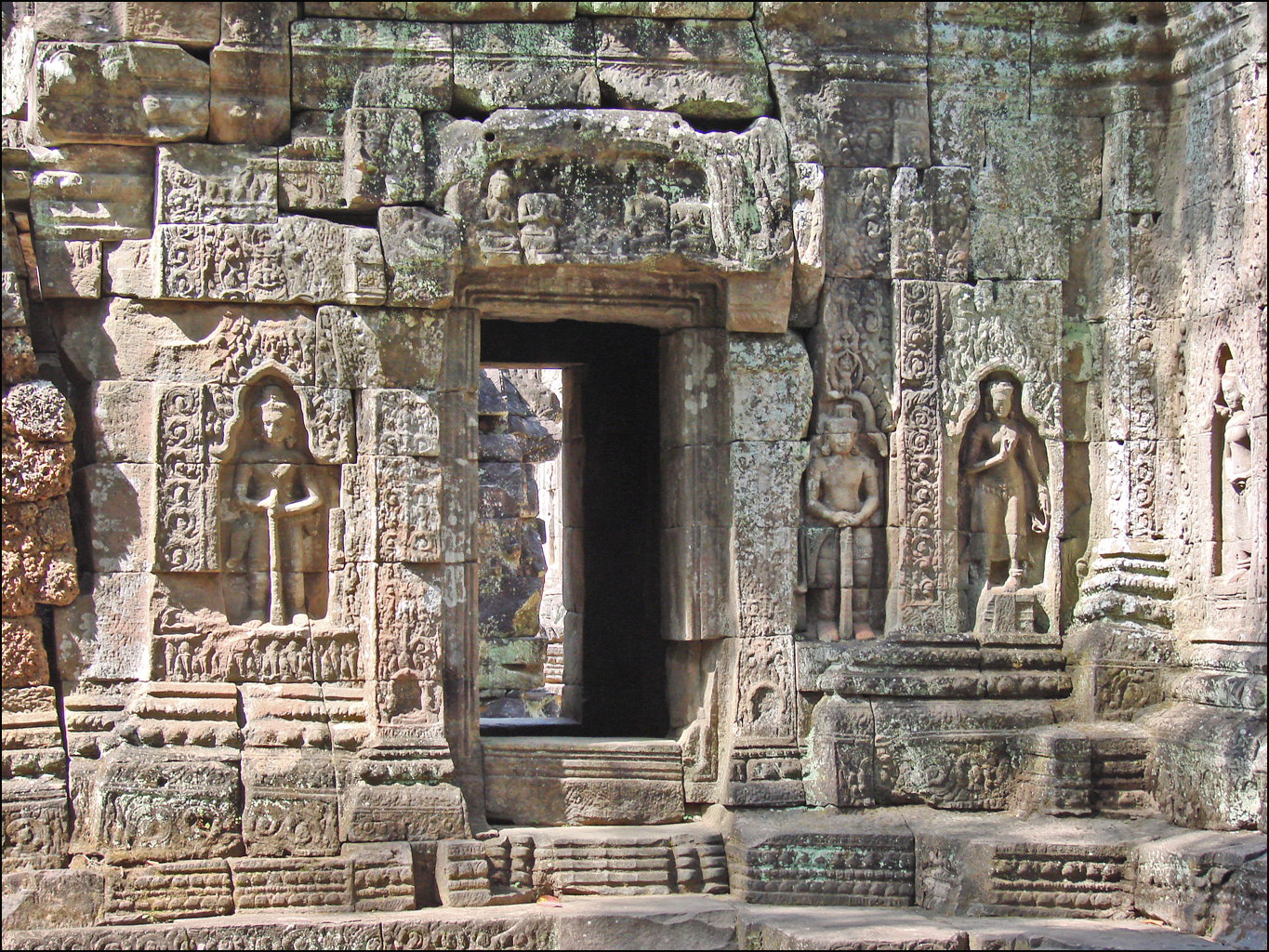
Gate of the gallery surrounded by two guards
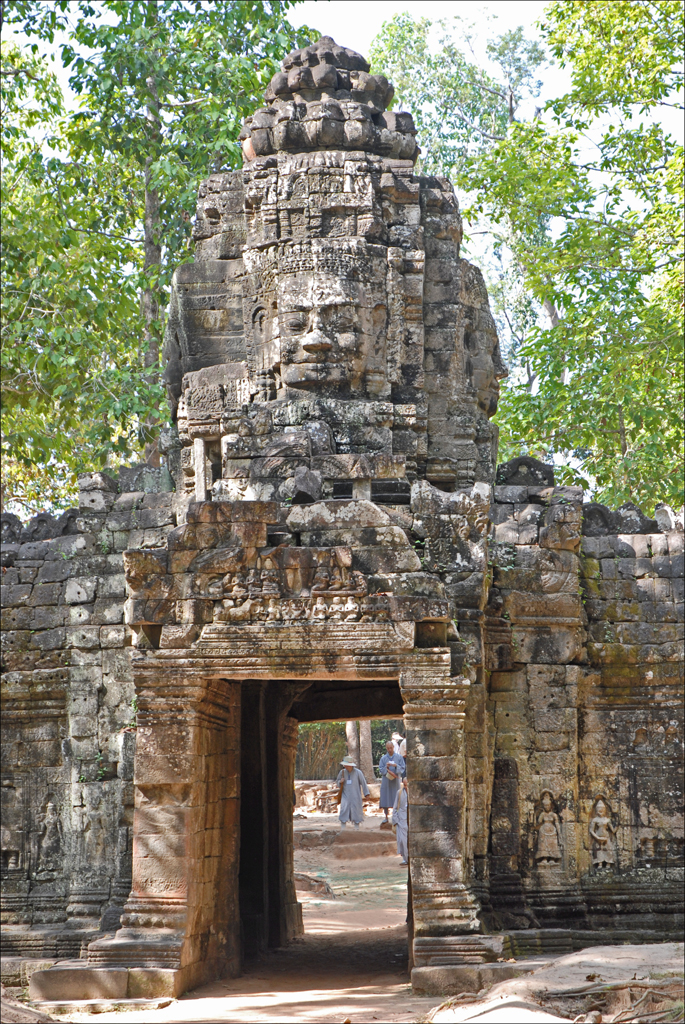
Eastern gopuram
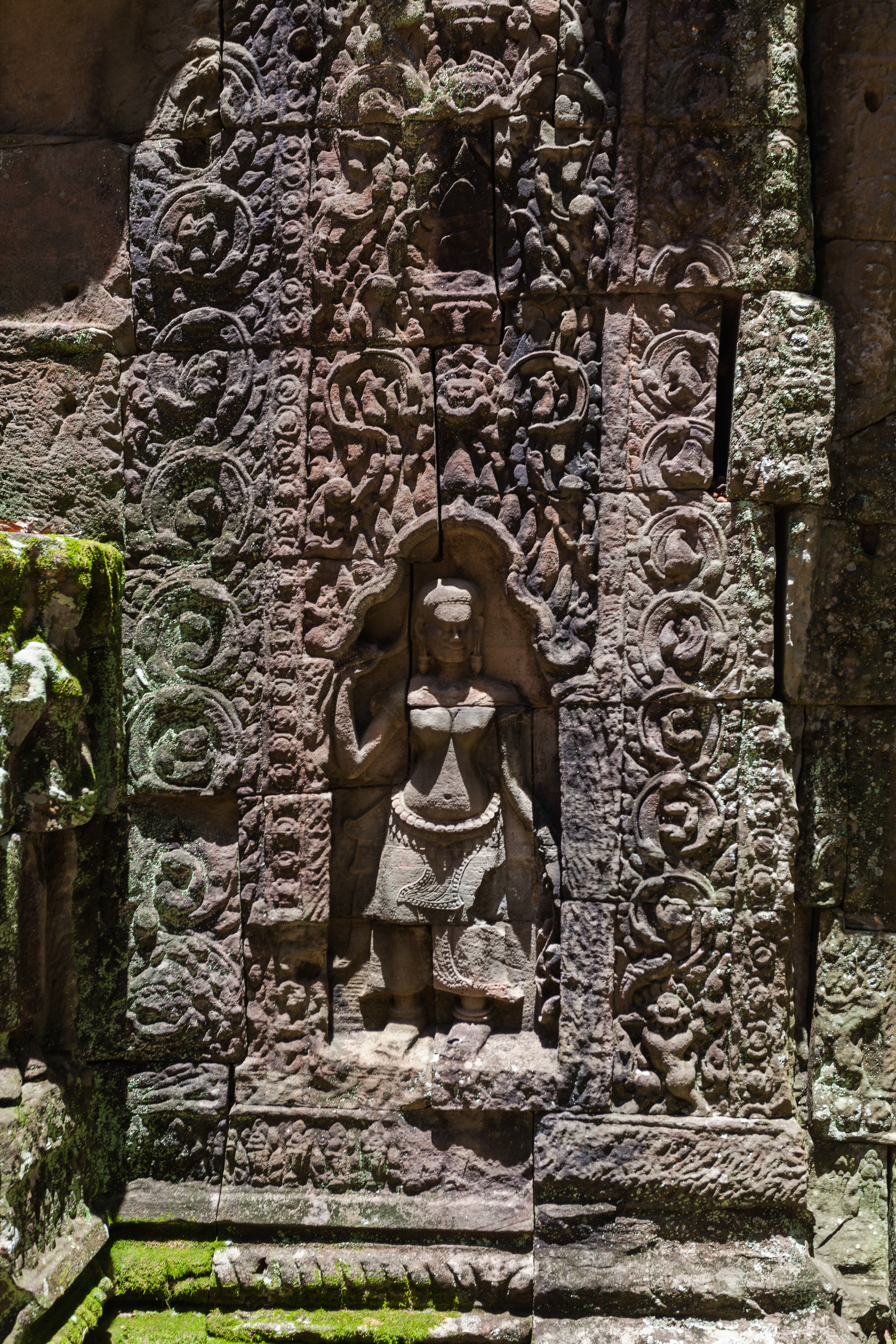
Apsara relief
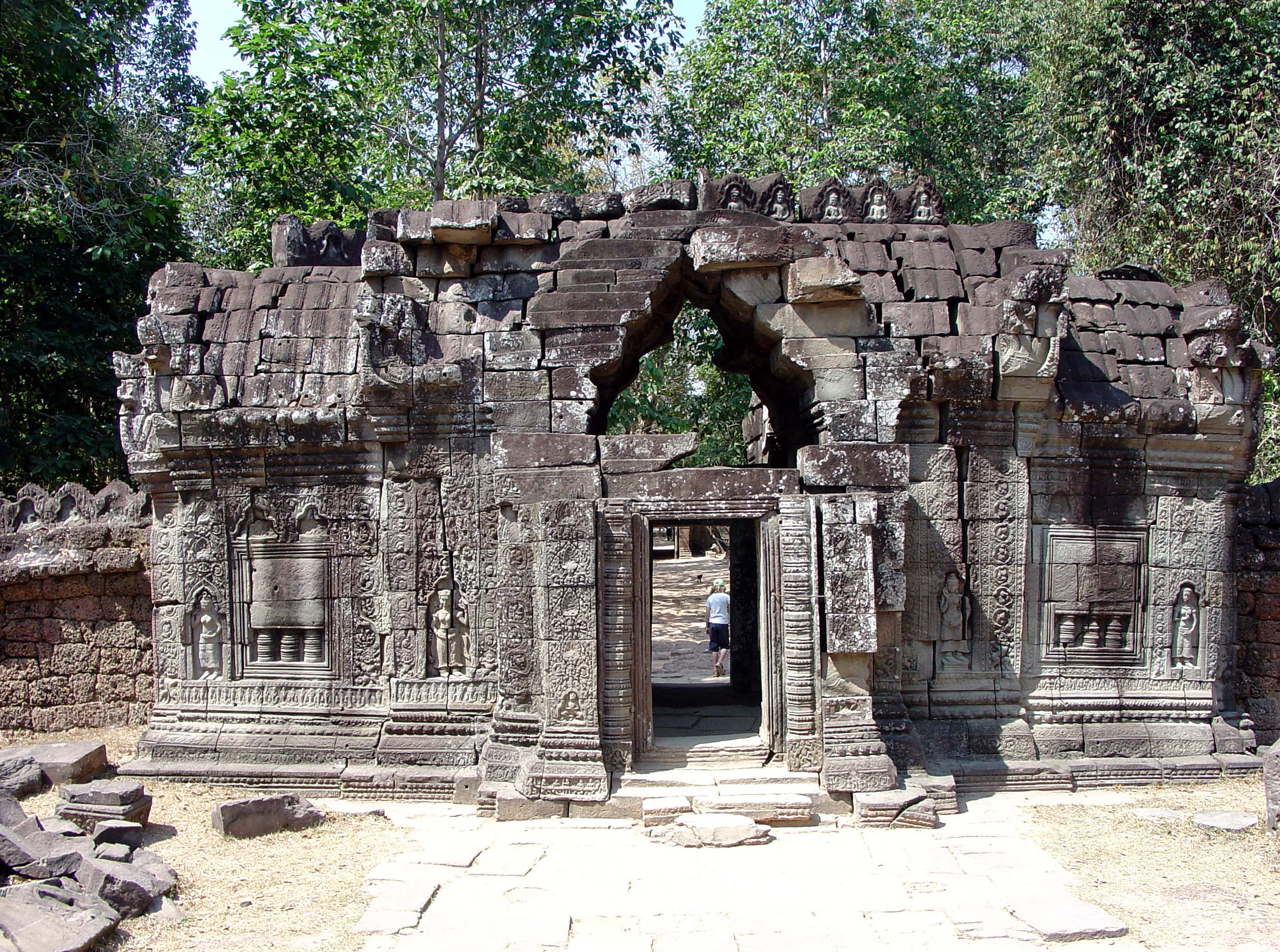
West gopura
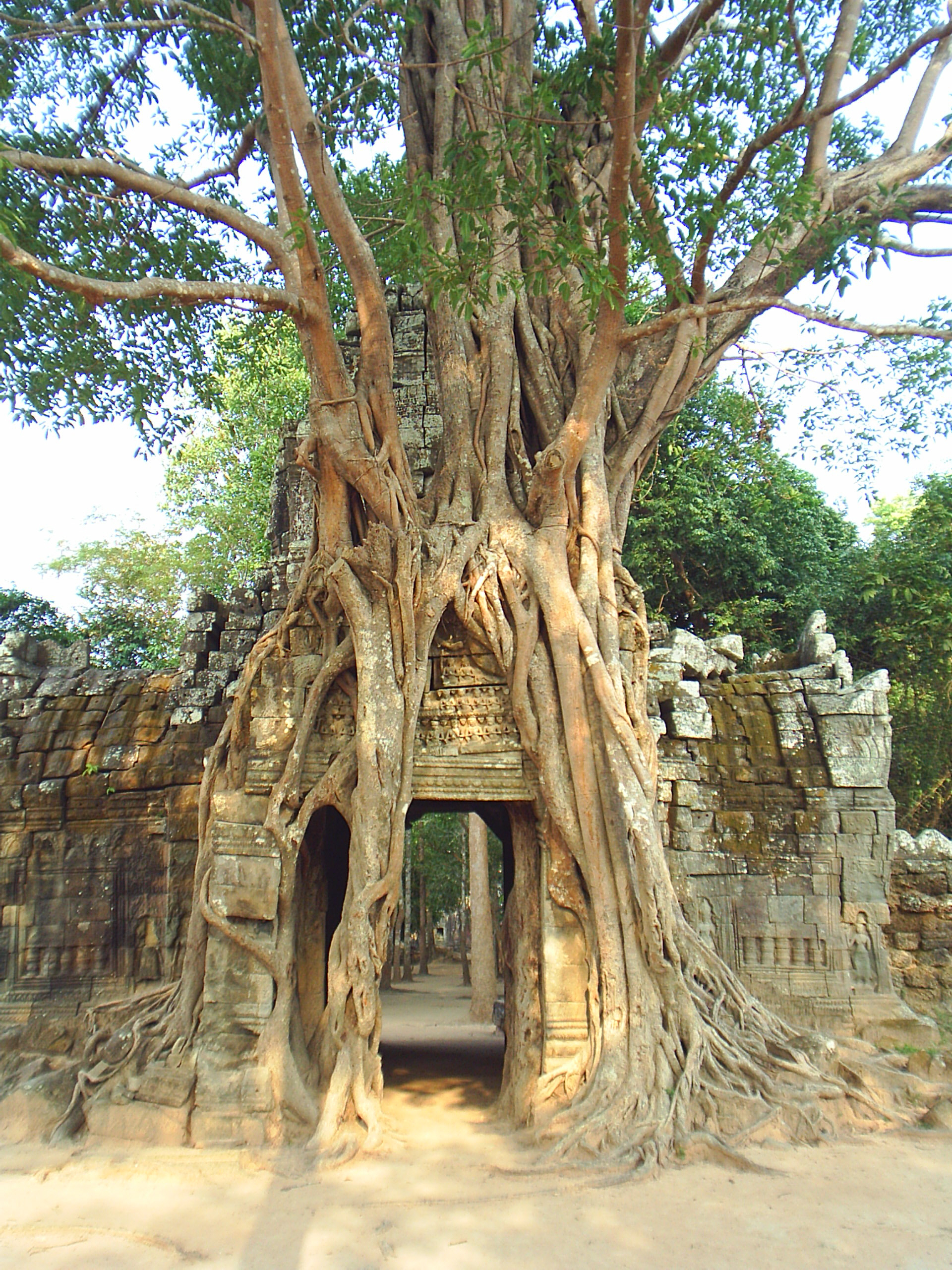
Third eastern gopura, with strangler fig